# Badminton na Letnich Igrzyskach Olimpijskich 2012
Badminton na Letnich Igrzyskach Olimpijskich 2012 rozgrywany był w dniach od 28 lipca do 5 sierpnia 2012 w londyńskiej hali Wembley Arena. W turnieju olimpijskim zagrało 172 zawodników w pięciu konkurencjach.

## Kwalifikacje

### Indywidualne
Każdy kraj mógł być reprezentowany maksymalnie przez 3 zawodników w każdej konkurencji indywidualnej, oraz przez dwie pary w każdej z konkurencji drużynowych. Według rankingu BWF z dnia 3 maja 2012 do turnieju indywidualnego zakwalifikowanych zostało 82 zawodników i 82 zawodniczki. Trzy miejsca w obu kategoriach zostały przydzielone przez powołaną do tego Komisję. Gospodarz (Wielka Brytania), miała zapewnione miejsce dla dwóch swoich reprezentantów.

### Drużynowe
W turnieju deblowym uczestniczyło 16 par. Kraj miał prawo wystawienia dwóch par w danej kategorii, jeżeli obie znalazły się na miejscach 1-8 w rankingu BWF, dnia 3 maja. Pozostałe kraje mogły wystawić jedną reprezentującą ich parę deblową.

## Kalendarz
| E | Eliminacje | R | Druga runda (1/8) | ¼ | Ćwierćfinały | ½ | Półfinały | F | Finał |

| Data →                  | Sob 28 | Sob 28 | Sob 28 | Ndz 29 | Ndz 29 | Ndz 29 | Pon 30 | Pon 30 | Pon 30 | Wt 31 | Wt 31 | Wt 31 | Śr 1 | Śr 1 | Śr 1 | Czw 2 | Czw 2 | Czw 2 | Pt 3 | Pt 3 | Sob 4 | Sob 4 | Ndz 5 | Ndz 5 |
| Konkurencja ↓           | R      | P      | W      | R      | P      | W      | R      | P      | W      | R     | P     | W     | R    | P    | W    | R     | P     | W     | R    | P    | R     | P     | R     | P     |
| ----------------------- | ------ | ------ | ------ | ------ | ------ | ------ | ------ | ------ | ------ | ----- | ----- | ----- | ---- | ---- | ---- | ----- | ----- | ----- | ---- | ---- | ----- | ----- | ----- | ----- |
| Gra pojedyncza mężczyzn | E      | E      | E      | E      | E      | E      | E      | E      | E      | E     | E     | E     | R    | R    | R    |       |       | ¼     |      | ½    |       |       |       | F     |
| Gra podwójna mężczyzn   | E      | E      | E      | E      | E      | E      | E      | E      | E      | E     | E     | E     |      |      |      | ¼     |       |       |      |      |       | ½     |       | F     |
| Gra mieszana            | E      | E      | E      | E      | E      | E      | E      | E      | E      | E     | E     | E     | ¼    | ¼    |      |       | ½     |       |      | F    |       |       |       |       |
| Gra pojedyncza kobiet   | E      | E      | E      | E      | E      | E      | E      | E      | E      | E     | E     | E     | R    | R    | R    |       | ¼     |       | ½    |      |       | F     |       |       |
| Gra podwójna kobiet     | E      | E      | E      | E      | E      | E      | E      | E      | E      | E     | E     | E     |      |      | ¼    |       |       | ½     |      |      |       | F     |       |       |

## Medaliści
| Konkurencja             | Złoto                       | Srebro                             | Brąz                                      |
| Gra pojedyncza mężczyzn | Lin Dan (CHN)               | Lee Chong Wei (MYS)                | Chen Long (CHN)                           |
| Gra pojedyncza kobiet   | Li Xuerui (CHN)             | Wang Yihan (CHN)                   | Saina Nehwal (IND)                        |
| Gra podwójna mężczyzn   | Cai Yun Fu Haifeng (CHN)    | Mathias Boe Carsten Mogensen (DNK) | Jung Jae-sung Lee Yong-dae (KOR)          |
| Gra podwójna kobiet     | Tian Qing Zhao Yunlei (CHN) | Mizuki Fujii Reika Kakiiwa (JPN)   | Walerija Sorokina Nina Wisłowa (RUS)      |
| Gra mieszana            | Zhang Nan Zhao Yunlei (CHN) | Xu Chen Ma Jin (CHN)               | Joachim Fischer Christinna Pedersen (DNK) |

## Tabela medalowa
| Miejsce | Państwo          | Złoto | Srebro | Brąz | Razem |
| ------- | ---------------- | ----- | ------ | ---- | ----- |
| 1       | Chiny            | 5     | 2      | 1    | 8     |
| 2       | Dania            | 0     | 1      | 1    | 2     |
| 3       | Japonia          | 0     | 1      | 0    | 1     |
| 3       | Malezja          | 0     | 1      | 0    | 1     |
| 5       | Indie            | 0     | 0      | 1    | 1     |
| 5       | Rosja            | 0     | 0      | 1    | 1     |
| 5       | Korea Południowa | 0     | 0      | 1    | 1     |
|         | Razem            | 5     | 5      | 5    | 15    |